# Pervomaysky (huyện của Tambov)
Huyện Pervomaysky (tiếng Nga: ? райо́н) là một huyện hành chính tự quản (raion), của Tỉnh Tambov, Nga. Huyện có diện tích 938 kilômét vuông, dân số thời điểm ngày 1 tháng 1 năm 2000 là 33800 người. Trung tâm của huyện đóng ở Pervomaysky.